# Forel (Lavaux)
Forel (Lavaux) − miejscowość i gmina (commune) w zachodniej Szwajcarii, w kantonie Vaud, w okręgu (district) Lavaux-Oron.  

## Demografia
W Forel (Lavaux) mieszkają 2064 osoby. W 2021 roku 19,3% populacji gminy stanowiły osoby urodzone poza Szwajcarią.

## Transport
Przez teren gminy przebiegają drogi główne nr 140, nr 141 i nr 148. 